# Bêbera Branca
Bêbera Branca es un cultivar de higuera tipo Higo Común Ficus carica bífera es decir con dos cosechas por temporada, las brevas de primavera a inicios de verano, y los higos de otoño, de piel con color de fondo verde y sobre color de bandas regulares púrpuras. Se cultivan principalmente en el Algarve y en la zona de Setúbal (Portugal), brevas muy escasas e higos abundantes de muy buena calidad tanto para higo fresco, como para higo seco paso.

## Historia
El cultivo extensivo de las higueras era tradicional en Portugal, especialmente en las regiones del Algarve, Moura, Torres Novas y Mirandela. Se cosechaban los llamados « "figos vindimos" », que tenían como destino el mercado de los higos secos, para el consumo humano o industrial, pero también para la alimentación de los animales,
Era un higueral de baja densidad, entre 100 y 150 higueras por hectárea, con árboles de gran porte, baja productividad y mucha mano de obra. Todo esto, unido a la fuerte competencia de los higos provenientes del norte de África y Turquía, provocó un progresivo abandono de este cultivo.
Hoy día se está recuperando, pero orientada la producción para su consumo en fresco, imponiéndose variedades más productivas adaptadas a las exigencias y gustos del mercado, aumentando las densidades de plantación e incluso aportando la posibilidad de riego. La producción de higos para el mercado de fruta fresca tiene dos épocas distintas de producción. Una en mayo, junio y julio, que es la época de los « "figos lampos" » (brevas); y otra en agosto y septiembre, hasta las primeras lluvias, que es la época de los « "figos vindimos" » (higos).

## Características
La higuera 'Bêbera Branca' es una variedad bífera, del tipo Higo Común. Los árboles 'Bêbera Branca' son árboles de porte semierecto, con una baja tendencia a formar vástagos en el pie, de raíz media. Árbol de vigor medio; conos radicíferos pocos posicionados sobre el tronco y ramas primarias; ramas del primer año con porte semi erecto, ramas de 1º y 2º año con tendencia sinuosa, ramas de 1º y 2º año con una espesura fina, ramas de 1º año con color castaño y con lentículas evidentes; yema terminal de tamaño medio y forma cónica, con el color de las escamas castaño rosado.
Las hojas tienen el limbo con una longitud media de 22,5 cm y una anchura media de 22,4 cm de promedio, con una relación largo/ancho media (1,00); pilosidad poca tanto en el haz como en el envés, brillo del haz poco, y color verde en el envés con un tono un poco más claro que en el haz; predominancia mayoritaria de 3 lóbulos en las hojas, forma de los lóbulos latata, margen serrado, forma de la base cordiforme; peciolo de tamaño medio (8,3 cm) y de color verde claro.
El fruto se forma generalmente sin necesidad de la polinización por Blastophaga psenes produciendo una cosecha de brevas muy escasa o casi nula y de higos de tamaño medio, tienen forma cucurbiforme, con la simetría del eje vertical asimétrico; estrias medias con tamaño del ostiolo grande, abertura ostiolar presente, gota ostiolar ausente, escamas ostiolares pequeñas, color de las escamas ostiolares del mismo color que la piel del fruto; grietas de la piel longitudinales, brillo de la piel presente, tamaño de las lenticelas grandes, pilosidad del fruto ausente, su epidermis tiene color de fondo verde y sobre color de bandas regulares púrpuras, textura de la piel media; color del receptáculo (mesocarpio) blanco, color de la pulpa rosa oscuro; suculencia de la pulpa media, cavidad interna pequeña, numerosos aquenios de tamaño medio y de sabor muy bueno; frutos de calidad resistentes a la manipulación, peso promedio 92,0 gr, con un números de frutos por medio. Maduran precozmente.

## Cultivo
'Bêbera Branca' se trata de una variedad muy adaptada al cultivo de secano. Muy cultivado en el Algarve (Portugal) en la localidad de Olhão, y en la zona de Setúbal. Cuando están madurados adecuadamente no tienen rival en calidad, y alcanzan altos precios en el mercado,
Se cultivan para su consumo como higo fresco y también producen unos excelentes higos pasos secos.